# Xã Richland, Quận Marshall, Illinois
Xã Richland (tiếng Anh: Richland Township) là một xã thuộc quận Marshall, tiểu bang Illinois, Hoa Kỳ. Năm 2010, dân số của xã này là 446 người.